# Benjamín Trillo Trillo
Benjamín Trillo Trillo (Ameixenda, Cee, nacido el 6 de julio de 1931) es un abogado, escritor e investigador de origen gallego. Ha destacado por sus contribuciones como recuperador de los mitos y leyendas ancestrales asociados a la localidad de Finisterre. Su trabajo como historiador quedó reflejado en el ensayo "Las huellas de Santiago en la cultura de Finisterre", publicado en 1982 por el Ayuntamiento de Finisterre y reeditado en 1999 por la Fundación Caixa Galicia. La biografía novelada de Celia Rivas Casais fue su segundo libro, escrito en 2008 junto a su esposa Lilí Díaz Rivas y publicado por la Junta de Galicia.

## Investigaciones, descubrimientos y obra literaria
De entre todas las actividades culturales que Benjamín Trillo Trillo ha llevado a cabo, su estudio sobre el papel de Finisterre en la historia parece sin lugar a dudas su mayor aportación. Se le atribuye el descubrimiento moderno de varios emplazamientos históricos en los montes de Finisterre, todos ellos clave para la interpretación de mitos paganos posteriormente reconvertidos al cristianismo. Basándose en documentos antiguos, fue capaz de recuperar lugares perdidos en la memoria con la ayuda de sus convecinos, para más tarde plasmar sus conclusiones en un libro que emparejó las leyendas de la zona con los escritos de Plinio el Viejo, Ptolomeo o Fray Martín Sarmiento. Benjamín Trillo también ha sido una pieza clave en la interpretación de Celia Rivas como figura de relevancia histórica. El impacto de sus libros, artículos en prensa y conferencias le hicieron conocido y respetado, mientras sus textos contribuían a la divulgación de Finisterre en el ámbito nacional e internacional. En 2008, La Voz de Galicia escribía: "Trillo, amplio conocedor del pasado finisterrano, ha publicado numerosos escritos sobre las tradiciones, historia y leyendas locales [...] Muchos le consideran el cronista oficial de la villa".

### Las huellas de Santiago en la cultura de Finisterre (1982 y 1999)
En 1982 se publicó "Las huellas de Santiago en la cultura de Finisterre", edición en castellano que 17 años más tarde sería ampliada y traducida al gallego y al inglés. Aunque se tiene constancia de referencias históricas desde el siglo XII, el libro de Benjamín Trillo sigue siendo hoy la obra de referencia para el estudio académico del Camino a Finisterre, también denominado Prolongación Jacobea o Epílogo al Camino de Santiago. Según el escritor y periodista Miguel González Garcés, Benjamín Trillo "excava con seriedad y acierto en el terreno de la peregrinación en busca de sus más hondas raíces". Uno de los libros con mayor relevancia en el tema, "O camiño de Fisterra" de Fernando Alonso Romero, fue publicado 11 años más tarde que el libro de Benjamín Trillo y el trabajo de éste se menciona como referencia clave. La investigadora del CSIC Cristina Sánchez-Carretero también considera a Trillo y sus libros un factor clave para el desarrollo del Camino a Finisterre, según se deduce del ensayo que publicó en 2015. El hecho de que el propio Benjamín Trillo Trillo ejerciera de guía durante las primeras Jornadas Camiño a Fisterra y Muxía celebradas en el año 2000, a las que asistieron el presidente del comité de expertos del Camino de Santiago Paolo Caucci y el historiador Antón Pombo, dan a entender su importancia en la validación de la ruta Santiago - Fisterra. La guía "A Camino's Pilgrim Guide" de John Brierley menciona a Trillo en su bibliografía; la académica de la USC Nieves Herrero cita sus investigaciones en el artículo "La atracción turística de un espacio mítico: Peregrinación al cabo de Finisterre", y también Manuel Vilar Álvarez da relevancia a sus investigaciones en la publicación "El Camino al fin de la Tierra". En 2014 el proyecto con fondos europeos "Finisterre en la nube", dedicado a la creación de rutas autoguiadas para turistas y peregrinos, le dedicó dos vídeos en los que se explican algunos de sus descubrimientos en el campo de la antropología. Teniendo en cuenta estas y otras referencias, parece razonable considerar a Benjamín Trillo Trillo el padre moderno del revitalizado peregrinaje a Finisterre, con más de 23 000 peregrinos anuales según datos de 2014. Su libro también ha ayudado a documentar tradiciones religiosas locales, y ha puesto en relieve la trascendencia histórica de obras de arte eclesiástico como el Santo Cristo de Finisterre. Según el arqueólogo Felipe Senén, el libro de Benjamín Trillo "As pegadas de Santiago na cultura de Fisterra" es un "libro ejemplar" y "una pequeña biblia sobre temas de Finisterre que merecen conocerse".

#### Piedras Santas
En una de sus visitas al Monte Facho con vecinos del pueblo, descubrió las peñas que hoy día se identifican como las míticas Piedras Santas. Cuenta en su libro que "nadie recordaba que hubiese en el monte dos piedras de "abalar", aunque se llamaba Piedras Santas a todo el paraje [...] Por lo que a mí respecta, conocía por experiencia el escaso valor testimonial que se les daba a las piedras, aun en el caso de seguir practicando en ellas antiguas costumbres. Por eso busqué las viejas piedras que daban testimonio de la veracidad de los antiguos textos". El escritor César Antonio Molina, ministro de cultura español con José Luis Rodríguez Zapatero, cita sus palabras cuando habla de las Piedras Santas en "Viaje a la Costa da Morte".

#### Ara Solis
Tradicionalmente se ha considerado al Cabo Finisterre como el fin del mundo conocido durante el Imperio Romano. Dado que es uno de los pocos lugares de Europa en el que se puede apreciar una puesta del sol sobre el mar como la que el conquistador Décimo Junio Bruto vio, todo apunta a Finisterre como el lugar en el que los romanos encontraron el Ara Solis o Altar del Sol mencionado por varios textos antiguos. En este emplazamiento se practicaba el culto al Sol, y por ello pudo ser el destino de las antiguas peregrinaciones a Finisterre. Trillo identificó el Ara Solis en una alineación de rocas en el monte, que podría verse desde las Piedras Santas. Fernando Alonso Romero le menciona en sus estudios: «Hace unos veinte años se conservaba todavía un alineamiento megalítico construido en dirección este oeste y a muy pocos metros de la estructura de la capilla. Lamentablemente fue derribado con la apertura de un cortafuegos durante los trabajos forestales de ICONA. Trillo Trillo habla en su libro de otro alineamiento que desde el lado occidental de ese monte iba en dirección a la capilla de San Guillermo. Posiblemente en sus orígenes era un único alineamiento que marcaba la dirección este-oeste». Como parte de su exploración en la zona, Trillo también afirmó haber encontrado la silla de piedra en la que, según la leyenda cristiana, el Apóstol Santiago se sentó a observar el mar, dejó sus huellas e hizo manar agua de la roca. Estos descubrimientos asocian de manera directa a Finisterre con el Promontorio Nerio descrito por Ptolomeo, tesis apoyada por el historiador Manuel Murguía.

#### Leyenda de Orcavella
Una de las aportaciones más interesantes de Benjamín Trillo fue la identificación del dolmen relacionado con el personaje mítico Orcavella. La leyenda de esta bruja fue llevada al ámbito literario por Julio Íñiguez de Medrano en 1583. Según cuenta el mito, Orcavella era una vieja monstruosa que se alimentaba de niños y llegó a durar 176 años. Cerca de morir se acercó a Finisterre, y usando a un pastor como colchón, se enterró bajo una gran losa. Los gritos del pastor, enterrado vivo, alertaron a sus conocidos, pero cuando se acercaban al sepulcro, aparecían serpientes que les impedían el paso. Benjamín Trillo Trillo no solo recuperó el mito para el público; se atrevió también a localizar el emplazamiento de la tumba junto a unas ruinas del monte Facho de Finisterre, que ya no pueden ser visitadas por estar dentro de un recinto privado.

#### Monte de San Guillermo y piedra del vino
Otra de las leyendas que Benjamín Trillo ayudó a recuperar e identificar fue la del Monte San Guillermo, que a su entender tiene una clara relación con la tradición celta: "La montaña de San Guillermo mantiene un misterioso diálogo con el Monte Pindo. Los Dioses del Olimpo Celta dejaron en la tierra un mensaje de esperanza: los hombres deben saber que la primavera volverá. En Finisterre, antesala de la muerte, buscaban los hombres una explicación que diera sentido a su terror cósmico". La ermita que se encuentra en el monte no fue descubierta por Benjamín Trillo, ya que se tiene constancia de que vecinos de Finisterre demandaron su restauración en el año 1901. Se dice que allí vivió San Guillermo, o según el investigador Francisco Esmorís Recamán, algún eremita de nombre Guillermo que posteriormente el pueblo canonizó. Trillo enlazó la ermita con un antiguo emplazamiento pagano en el que se realizaban ritos de fecundidad. Cuenta la leyenda que unos marineros franceses le regalaron al ermitaño un barril de vino, y cuando este quiso subirlo al monte, un demonio disfrazado se ofreció a ayudarle. El demonio tiró con fuerza desde atrás hasta que el ermitaño se despeñó, manchando el barril de vino una de las piedras cerca de la costa. Dice Erich Lassota de Steblovo en 1580 que "el vino se puede ver todavía sobre las piedras derramado [...] Yo no pude verlo porque la mar estaba muy agitada". Benjamín Trillo identificó la piedra, y la mostró en un documental producido por Televisión Española. La difusión de la leyenda a través de su libro ayudó a que se revalorizara la ermita y se intentara rehabilitar el espacio.

### Celia Rivas Casais - Pioneiras da Costa da Morte (2009)
La biografía novelada de la empresaria Celia Rivas Casais, considerada la primera mujer camionera de España, es el segundo libro de Benjamín Trillo Trillo. Fue escrito en colaboración con su esposa Lilí Díaz Rivas y publicado en 2009 por la Junta de Galicia. Aunque el propio Trillo se mantuvo alejado de la promoción del libro y destacó a Lilí Díaz Rivas como la autora principal, su interpretación de los pensamientos de Celia resulta fundamental para entender el carácter de la empresaria y elevar la calidad literaria de la obra. Benjamín no solo conoció a Celia personalmente; también trabajó para ella en Hijos de Joaquín Rivas antes de dedicarse a la abogacía.

## Vida pública
La trayectoria de Benjamín Trillo Trillo ha estado siempre ligada de una u otra manera al entorno de Finisterre, pueblo en el que mantiene su residencia desde 1967. Aunque no abandonó el ejercicio de la abogacía hasta su jubilación, participó activamente en política, gestión deportiva y acontecimientos públicos de diversa índole, tales como apariciones televisivas o eventos literarios.

### Presidencia del S. D. Finisterre y etapa como concejal
Entre los años 1980 y 1984 durante la alcaldía de Valentín Castreje Lizancos, Benjamín Trillo Trillo participa en política como concejal y lo compagina con la presidencia del club de fútbol Sociedad Deportiva Finisterre, que posteriormente pasaría a llamarse S. D. Fisterra. Sus años en el club resultaron especialmente relevantes ya que presidió la primera y única etapa del equipo en la tercera división española (temporadas 1980 / 1981 y 1981 / 1982). Todavía como concejal, inició la vinculación literaria del premio nobel Camilo José Cela con Finisterre, plasmada en su libro de 2001 "Madera de Boj". Trillo y Cela mantuvieron una estrecha amistad hasta la muerte del reconocido novelista.

### Amistad y colaboración con Camilo José Cela
En el año 1984, Cela hizo un llamamiento público desde el diario El País para que, tras su muerte, su cuerpo se vinculara al Cabo Finisterre: "Y desde ahora mando, y por eso lo publico, que mi cadáver, tras ser restregado con flor de tojo, sea incinerado y las cenizas arrojadas a la mar desde la borda de sotavento de un barco que navegue, a no menos de cinco millas de la costa, entre el Cabo Finisterre y Touriñán". El artículo, escrito con mucho humor, llamó la atención de Benjamín Trillo, que le envió un mensaje con la intención de que visitara el pueblo. Ante su sorpresa, Cela accedió a pasar una semana en Finisterre. Impactado con el entorno, el escritor pasaría los cinco veranos siguientes en la "Xeitosiña", propiedad de la suegra de Benjamín Trillo, junto a la playa de la Langosteira. La profunda amistad entre ambos escritores dejó capítulos memorables, algunos de ellos documentados en prensa. Cuando Cela recibió el Premio Nobel de Literatura en 1989, Trillo Trillo fue invitado como parte de la comitiva que viajó a Estocolmo. En un artículo para el periódico La Voz de Galicia, el escritor y arqueólogo Felipe Senén señala que el libro "Las huellas de Santiago en la cultura de Finisterre" sirvió de base para que Cela recopilase información sobre la gente y las tradiciones de Costa de la Muerte. Posteriormente retrataría esas historias en guiones para televisión y en su libro "Madera de Boj", donde se menciona a Benjamín Trillo Trillo y a su familia.

### Trascendencia en ámbitos académicos, literarios, etnográficos y culturales
Las investigaciones de Benjamín Trillo Trillo no solo tuvieron impacto en el ámbito histórico sino también en otros entornos académicos como por ejemplo la toponimia. La tesis doctoral de Paulo Martínez Lema para la USC menciona su teoría sobre el origen del topónimo A Insua, que según Trillo podría considerarse un indicio de que en algún momento histórico los promontorios de Finisterre y A Nave fueron islas separadas del continente. Su libro sobre Celia Rivas Casais también se cita como referencia clave en la publicación del proyecto MUFREM, llevada a cabo por las docentes Freire y Martínez para la Universidad de Santiago de Compostela y la Universidad de Murcia.
Finisterre es la cuna de muchos escritores notables en lengua gallega durante la última etapa del siglo XX y comienzos del XXI, entre los que destacan Alexandre Nerium o Roberto Traba Velay. Algunos de ellos reconocen a Benjamín Trillo Trillo como una figura clave para la difusión de la literatura en el pueblo. El poeta finisterrano Modesto Fraga, cofundador del Batallón Literario da Costa da Morte, considera que el libro de Trillo sobre las leyendas y mitos de Finisterre es "un magnífico tesoro". Ambos compartieron protagonismo durante el evento del Pen Club en Finisterre, que reunió a más de veinte escritores locales. Otro de los escritores más notables de la Costa de la Muerte, el ceense Miro Villar, fue el encargado de traducir al gallego "As pegadas de Santiago na cultura de Fisterra" para su edición de 1999.
En enero de 2020, la Asociación Turismo Fisterra homenajeó a Benjamín Trillo Trillo con un galardón conmemorativo por "engradecer al Fin de la Tierra a través del patrimonio inmaterial", junto a Fernando Alonso Romero y Cesáreo Pardal. También se le incluyó en la ruta Fisterra - Muxía de la publicación "Escritores no Camiño", realizada para el Fondo Xacobeo 2021, donde se considera que su libro es "un título imprescindible para conocer más sobre el Camino de Santiago y cómo en su desarrollo histórico se mezclan tradiciones paganas y cristianas".
Además de su papel como escritor, Benjamín Trillo Trillo también fue presidente en Finisterre del Teleclub, primer club de teatro en el pueblo, así como del Centro Recreativo y Cultural "Casino".

## Vida personal
Benjamín Trillo Trillo nació en la pequeña aldea de Ameixenda, perteneciente al ayuntamiento de Cee. En 1948 empezó derecho en Santiago de Compostela, acabando la carrera en Madrid. Se casó en 1967 con Lilí Díaz Rivas y es padre de cinco hijos. Trabajó durante 25 años en el despacho de Manuel Trillo Freire, en Cee. Actualmente está retirado y reside en Bertamiráns, ayuntamiento de Ames.